# Tapinauchenius brunneus
Tapinauchenius brunneus é uma espécie de aranha pertencente à família Theraphosidae (tarântulas).